# Przemiana eutektyczna
Przemiana eutektyczna – odwracalna przemiana fazowa, w wyniku której przy chłodzeniu z cieczy o składzie eutektycznym wydziela się mieszanina dwóch faz stałych (eutektyka). Dla określonych układów o danym składzie chemicznym zachodzi w konkretnej temperaturze, zwanej eutektyczną.

## Ogólne informacje
{\displaystyle {\text{L}}~{\xrightarrow[{\text{Temp. eutektyczna}}]{\text{Chłodzenie}}}~\alpha +\beta }
 
{\displaystyle \alpha +\beta ~{\xrightarrow[{\text{Temp. eutektyczna}}]{\text{Nagrzewanie}}}~{\text{L}}}
gdzie:
L – ciecz
α, β – fazy stałe

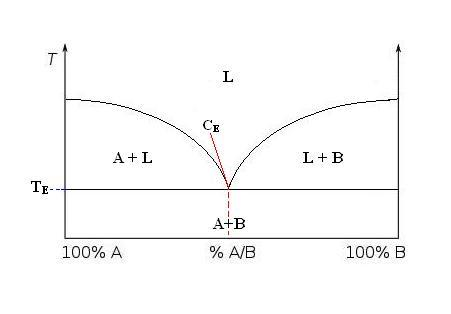
Rys. 1. Wykres równowagi układu z brakiem rozpuszczalności w stanie stałym opisany fazowo

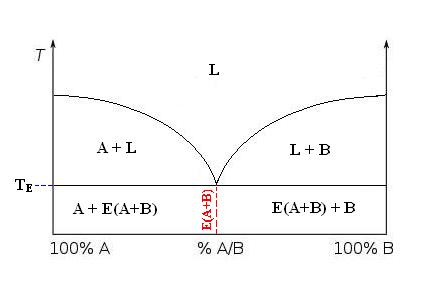
Rys. 2. Wykres równowagi układu z brakiem rozpuszczalności w stanie stałym opisany strukturalnie

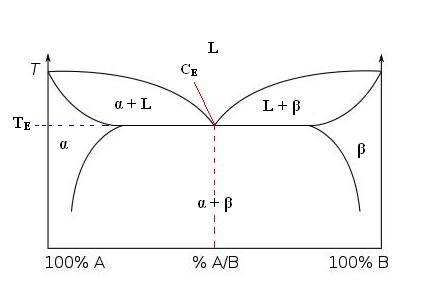
Rys. 3. Wykres równowagi układu z ograniczoną rozpuszczalnością w stanie stałym opisany fazowo

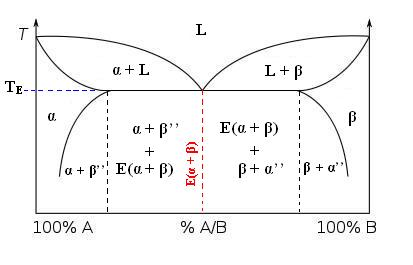
Rys. 4. Wykres równowagi układu z ograniczoną rozpuszczalnością w stanie stałym opisany strukturalnie

Przemiana eutektyczna będzie występować w układach, których składniki charakteryzują się:
- pełną rozpuszczalnością w cieczy i wykazują brak rozpuszczalności w stanie stałym (rys 1 i 2)
- pełną rozpuszczalnością w cieczy i wykazują ograniczoną rozpuszczalność w stanie stałym (rys 3 i 4)[1][2].

Powyższy podział determinowany jest przez regułę Hume’ego-Rothery’ego. W pierwszym przypadku ciecz rozpada się na mieszaninę złożoną z czystych składników. W drugim przypadku z cieczy wydzielają się podczas chłodzenia roztwory stałe. Należy pamiętać o tym, że krzepnięcie nie może się obywać dokładnie w temperaturze eutektycznej TE. Z termodynamicznego punktu widzenia wiązałoby się to z utworzeniem eutektyki o nieskończenie dużych odległościach międzypłytkowych. Dodatkowo kryształy faz stałych α i β mogą w tej temperaturze współistnieć w równowadze jedynie z cieczą o składzie eutektycznym (pozbawionej gradientów koncentracji). W układzie podwójnym przez α będziemy rozumieć roztwór składnika B w A, a przez β roztwór składnika A w B.
Wzrostowi kryształów fazy α towarzyszy wypychanie do cieczy składnika B, a wzrostowi fazy β wypychanie składnika A. Skończona prędkość wzrostu płytek eutektyki musi prowadzić do gromadzenia się składników przed rosnącymi płytkami i wywołuje zmiany składu chemicznego cieczy przy powierzchni międzyfazowej. Dla temperatury równowagowej dopuszczalne są jedynie nieskończenie małe odchyłki stężenia w odniesieniu do składu eutektycznego.
Charakterystycznym miejscem w układzie równowagi wykazującego istnienie przemiany eutektycznej jest punkt eutektyczny cE. Ze względu na zawartość domieszki względem tego punktu można wyróżnić trzy stopy:
- podeutektyczny
- eutektyczny
- nadeutektyczny[1].

### Otrzymywanie stopu podeutektycznego
Stop o składzie bogatszym w składnik A (rozpuszczalnik) względem punktu eutektycznego nazywany jest stopem podeutektycznym. Na układzie podwójnym leży na lewo od tego punktu.
Dla układu wykazującego brak rozpuszczalności w stanie stałym z cieczy wydzielają się kryształy składnika A. Ze spadkiem temperatury wydzielają się kolejne kryształy składnika A, a ciecz ubożeje w niego. W temperaturze bliskiej temperaturze zajścia przemiany eutektycznej ciecz osiąga skład eutektyczny. Przemiana eutektyczna pozostałej cieczy powoduje wydzielenie się mieszaniny składników A i B. Struktura stopów podeutektycznych składa się z dużych, pierwotnych kryształów składnika A, które wydzielają się na początku chłodzenia z cieczy i mieszaniny drobnych kryształów A i B.
Dla układu wykazującego ograniczoną rozpuszczalność w stanie stałym można wyróżnić dwa przypadki, gdy przebiega:
- krystalizacja stopu o składzie odpowiadającemu zawartości pierwiastka B poniżej jego maksymalnej rozpuszczalności w fazie α
- krystalizacja stopu o składzie odpowiadającemu zawartości pierwiastka B powyżej jego maksymalnej rozpuszczalności w fazie α.

Dla pierwszego przypadku na początku krystalizacji z cieczy wydzielają się kryształy roztworu stałego α. Krystalizacja kończy się, dopiero gdy utworzone kryształy mają skład chemiczny identyczny ze składem chemicznym pierwotnego roztworu ciekłego. Nadmiar składnika B wydziela się z roztworu stałego α w postaci kryształów roztworu stałego β. Owe kryształy wydzielone z α nazywa się kryształami wtórnymi β”.
Dla drugiego przypadku na początku krystalizacji wydzielają się kryształy roztworu stałego α. Przy temperaturze eutektycznej faza α charakteryzuje się największą rozpuszczalnością składnika B, a nie skrystalizowana jeszcze ciecz ma skład eutektyczny. Ta pozostała ciecz ulega przemianie eutektycznej w mieszaninę faz α i β. Otrzymuje się strukturę dużych kryształów fazy α i otaczającą ją eutektykę drobnych kryształów α i β.

### Otrzymywanie stopu eutektycznego
Stop o składzie eutektycznym, czyli odpowiadający punktowi eutektycznemu nazywany jest stopem eutektycznym.
Dla układu wykazującego brak rozpuszczalności w stanie stałym z cieczy w temperaturze zajścia przemiany eutektycznej wydziela się mieszanina kryształów A i B.
Dla układu wykazującego ograniczoną rozpuszczalność w stanie stałym z cieczy w temperaturze zajścia przemiany eutektycznej wydziela się mieszanina kryształów faz α i β.

### Otrzymywanie stopu nadeutektycznego
Stop o składzie bogatszym w składnik B (domieszka) względem punktu eutektycznego nazywany jest stopem nadeutektycznym. Na układzie podwójnym leży na prawo od tego punktu.
Dla układu wykazującego brak rozpuszczalności w stanie stałym z cieczy wydzielają się kryształy składnika B. Ze spadkiem temperatury wydzielają się kolejne kryształy składnika B, a ciecz ubożeje w niego. W temperaturze bliskiej temperaturze zajścia przemiany eutektycznej ciecz osiąga skład eutektyczny. Przemiana eutektyczna pozostałej cieczy powoduje wydzielenie się mieszaniny składników A i B. Struktura stopów nadeutektycznych składa się z dużych, pierwotnych kryształów składnika B, które wydzielają się na początku chłodzenia z cieczy i mieszaniny drobnych kryształów A i B.
Dla układu wykazującego ograniczoną rozpuszczalność w stanie stałym można wyróżnić dwa przypadki, gdy przebiega:
- krystalizacja stopu o składzie odpowiadającemu zawartości pierwiastka A poniżej jego maksymalnej rozpuszczalności w fazie β
- krystalizacja stopu o składzie odpowiadającemu zawartości pierwiastka A powyżej jego maksymalnej rozpuszczalności w fazie β.

Dla pierwszego przypadku na początku krystalizacji z cieczy wydzielają się kryształy roztworu stałego β. Krystalizacja kończy się, dopiero gdy utworzone kryształy mają skład chemiczny identyczny ze składem chemicznym pierwotnego roztworu ciekłego. Nadmiar składnika A wydziela się z roztworu stałego β w postaci kryształów roztworu stałego α. Owe kryształy wydzielone z β nazywa się kryształami wtórnymi α”.
Dla drugiego przypadku na początku krystalizacji wydzielają się kryształy roztworu stałego β. Przy temperaturze eutektycznej faza β charakteryzuje się największą rozpuszczalnością składnika A, a nie skrystalizowana jeszcze ciecz ma skład eutektyczny. Ta pozostała ciecz ulega przemianie eutektycznej w mieszaninę faz α i β. Otrzymuje się strukturę dużych kryształów fazy β i otaczającą ją eutektykę drobnych kryształów α i β.

## Zakres eutektyczny
W praktyce przy uzyskiwaniu eutektyk stosuje się duże prędkości chłodzenia. Oznacza to, iż wzrost eutektyk odbywa się w warunkach odbiegających od równowagi. Wzrost prędkości chłodzenia powoduje zmianę mikrostruktury, którą uzyskuje się na końcu krystalizacji. Zakres temperatur i składów, w którym po krzepnięciu uzyskuje się całkowicie eutektyczną strukturę nazwano zakresem eutektycznym. W przypadku podejścia termodynamicznego faza ciekła mieszcząca się w zakresie pomiędzy ekstrapolowanymi liniami likwidus jest niestabilna w odniesieniu do fazy α i β. W tym zakresie przechłodzona ciecz może rozpaść się na mieszaninę dwóch faz stałych. Rzeczywisty zakres eutektyczny jest węższy i nie pokrywa się z bezpośrednio ekstrapolowanymi liniami likwidus. Empirycznie wykazano istnienie w układach metalicznych dwóch rodzajów zakresów:
- symetryczny zakres eutektyczny względem punktu eutektycznego (izotropowy wzrost) – np. w układach Pb-Sn
- ukośny zakres eutektyczny (anizotropowy wzrost jednej z faz) – np. w układach Fe-C[3].